# بوچپالی سیوا پراداد ردی
بوچپالی سیوا پراساد ردی یک سیاستمدار هندی از شهر آندرا پرادش است. وی نماینده حوزه انتخابیه درسی در سیزدهمین دوره مجمع از حزب کنگره ملی هند بود. بعد از اینکه او در سال ۲۰۱۴ به حزب یاسراسیپی پیوست حوزه انتخابیه درسی را از دست داد. در سال ۲۰۱۹ او به دلیل مشکلات خانوادگی نتوانست در انتخابات شرکت کند. وی در مدرسه بی وی سابایا در پرنامیتا تحصیل کرد. او قبل از ورود به سیاست، چشم پزشک بوده‌است.

## اوایل زندگی
بوچپالی سیوا پراساد ردی در بوچپالی სუბباردی (سابق MLA - 2004 تا ۲۰۰۹) و ونکایاما در ۶ آوریل ۱۹۸۰ در چیماکورسی، منطقه پراکاسام متولد شد. او تحصیلات خود را از مدرسه بی وی سابایا انجام داد. بعداً او برای تکمیل دوره‌ام بی بی اس خود در کالج پزشکی راما چاندرا در سال ۲۰۰۴ به چنای نقل مکان کرد و در آنجا تخصص خود را در چشم پزشکی طی کرده‌است.

## زندگی سیاسی
او در سال ۲۰۰۴ وارد عرصه سیاست شد و در اوت ۲۰۰۵ به عنوان مدیر مؤسسه سرزمینی مندال پریشاد (اچ اس دی) در چیماکورسی پیروز شد و به عنوان نماینده دوره رئیس‌جمهور ماندال پریساس به کشورش خدمت کرد. بعداً، وی به عنوان عضو مجلس قانونگذاری (ام‌ال ای) از حوزه انتخابیه درسی از کنگره ملی هند در مقابل نامزد حزب کنگره وای اس ار ماننام ونکاتا رامانا نامزد شد، و در انتخابات این دوره پیروز شد. وی در سال ۲۰۱۴ از حزب کنگره وای اس ار شرکت کرد و شانس انتخابات را در پی پیروزی سیدا راگاوا رائو از دست داد.
| سال  | حوزه انتخابیه | حزب سیاسی               | نتیجه    |
| ---- | ------------- | ----------------------- | -------- |
| ۲۰۰۹ | درسی          | کنگره ملی هند           | برنده شد |
| ۲۰۱۴ | درسی          | پارلمان کنگره وای اس ار | حذف شده  |

بوچپالی سیوا پراساد ردی در انتخابات سال ۲۰۱۹ در رقابت انتخابات شرکت نکرد و حمایت خود را از نامزدهای حزب اعلام کرد و پیشنهاد داد. او در این دوره از رئیس خود جاگان در حوزه انتخابیه درسی و سنسان اوسالاپادو حمایت جدی کرد و نقش مهمی در پیروزی او و هم حزبی‌های خودش ایفا کرد.